# Paronychia kapela
Paronychia kapela là loài thực vật có hoa thuộc họ Cẩm chướng. Loài này được (Hacq.) A.Kern. mô tả khoa học đầu tiên năm 1869.